# Bailu, Sichuan
För andra betydelser, se Bailu (olika betydelser).
Bailu (kinesiska: 白鹿镇, 白鹿) är en köping i Kina. Den ligger i provinsen Sichuan, i den sydvästra delen av landet, omkring 63 kilometer norr om provinshuvudstaden Chengdu.
Genomsnittlig årsnederbörd är 1 340 millimeter. Den regnigaste månaden är juli, med i genomsnitt 356 mm nederbörd, och den torraste är december, med 9 mm nederbörd.